# توکای پشت‌سرخ
توکای پشت‌سرخ یا توکای پشت‌زنگاری (نام علمی: Geokichla erythronota) گونه‌ای از پرندگان تیرهٔ توکایان است. به‌طور سنتی، آن را شامل توکای سرخ‌وسیاه (Z. mendeni) به عنوان یک زیرگونه می‌دانند. این گونه بومی جنگل‌های سولاوسی و جزایر نزدیک بوتون و کابانا در اندونزی است. به دلیل تخریب زیستگاه کمیاب می‌شود.
توکای پشت‌سرخ در حدود ۲۰ سانتیمتر (۸ اینچ) سانتی‌متر طول دارد و جنسیت‌ها به‌طور عمده در ظاهر مشابه هستند.